# Jean-Maurice Goossens
Jean-Maurice Goossens, född 16 januari 1892 i Seraing, död 6 juli 1965 i Antwerpen, var en belgisk ishockeyspelare. Han kom på femte plats under de Olympiska sommarspelen i Antwerpen 1920.